# Синдром Ретта
Синдро́м Ре́тта — генетичний психопатологічний синдром, який є наслідком мутації однієї Х-хромосоми, зустрічається майже виключно у дівчат (хлопчики з таким розладом майже не виживають) з частотою 1:10000 — 1:15000, та спричинює тяжку розумову відсталість.

## Історичні відомості
Вперше синдром описав австрійський невролог Андреас Ретт (нім. Andreas Rett) у 1966 році.

## Клінічні прояви
В більшості випадків розвиток дитини до 0,5-1,5 років проходить без змін, але потім дитина починає втрачати щойно набуті мовні, рухові та предметно-рольові навички. Характерним для даного синдрому є стереотипні, одноманітні рухи рук, їх потирання, заламування, які при цьому не носять цілеспрямованого характеру. Мова ускладнюється, відповіді стають одноманітними або ехолалічними, часом мова зовсім зникає (мутизм). Спостерігають низький психологічний тонус. Обличчя дитини поступово набуває сумного, «неживого» виразу, погляд стає несфокусованим або спрямованим в одну точку перед собою. Рухи стають загальмованими, але можливі напади насильницького сміху разом з нападами імпульсивної поведінки. З'являються судомні припадки, які не знімаються препаратами. Ці особливості нагадують поведінку дітей з раннім дитячим аутизмом.